# Kultainen Venla
De Kultainen Venla (Gouden Venla) is een Finse televisieprijs die sinds 16 januari 2011 uitgereikt wordt door de Televisioakatemia (Finse televisieacademie). In augustus 2010 werd aangekondigd dat de Venla- en Kultainen TV-prijzen werden samengevoegd tot de Kultainen Venla-palkinto (Gouden Venla-prijs).
Het gala wordt jaarlijks georganiseerd door de Finse televisieacademie, opgericht in 2010 door MTV, Yleisradio, Sanoma Media Finland en SATU. De leden zijn ook aangesloten bij Discovery Networks Finland, Fox Networks Group en Elisa Entertainment. Het gala werd sinds 2011 live uitgezonden op het MTV3-kanaal. Het gala van de tv-prijzen 2016 werd op 13 januari 2017 uitgezonden op Yle TV2.
De verkiezing gebeurt in twee stappen. Eerst kiest de jury maximaal vijf kandidaten voor elke categorie. Naast de leden van de Raad van Bestuur van de televisieacademie, telt de jury maximaal zeven uitgenodigde deskundigen. Academieleden stemmen op de winnaars onder de kandidaten die door het panel zijn voorgedragen. De televisieacademie kan ook andere speciale prijzen toekennen. Op basis van de algemene stemming worden prijzen uitgereikt aan de beste artiest en het beste televisieprogramma.

## Categorieën
- Beste actrice
- Beste acteur
- Beste muzikaal en entertainmentprogramma
- Beste komische serie
- Beste lifestyleprogramma
- Beste realityserie
- Beste praatprogramma
- Beste dramaserie
- Beste spelshow
- Beste jeugdserie
- Beste nieuws- of evenementprogramma
- Beste performer (publieksprijs)
- Beste televisieprogramma (publieksprijs)